# Giải MAMA 2022
Giải MAMA 2022 được tổ chức bởi CJ E&M thông qua kênh âm nhạc Mnet vào ngày 29 và 30 tháng 11 năm 2022 tại sân vận động Kyocera Dome Osaka, Nhật Bản. Chủ đề của buổi lễ là "Công dân thế giới K-POP" với các chủ đề phụ mỗi đêm, "Thế giới chúng ta cùng nhau xây dựng" cho ngày đầu tiên và "Chúng tôi là K-POP" cho ngày thứ 2. Buổi lễ là lần đầu tiên mang tên mới được đổi thương hiệu, lần đầu tiên diễn ra ở nước ngoài trong đại dịch COVID-19 và lần thứ 24 trong lịch sử của chương trình.
Lễ trao giải năm nay có thêm giải Bạch kim của MAMA, giải thưởng sẽ được trao cho những nghệ sĩ đã giành được cả 4 daesang (Giải thưởng lớn) trong 3 năm liên tiếp. BTS là người đầu tiên nhận được giải thưởng. 

## Bối cảnh
Ngày 23/8/2022, CJ E&M chính thức thông báo việc đổi tên ''"Mnet Asian Music Awards" thành ''MAMA AWARDS", bắt đầu từ năm 2022.
Ngày 26/10/2022, Mnet công bố các nghệ sĩ tham dự buổi lễ lần đầu tiên, 2 tuần sau đó (9/11) công bố các nghệ sĩ tham dự lần thứ 2.
Ngày 16/11/2022, Mnet thông báo Jeon Somi sẽ làm MC chính thức ngày đầu tiên (29/11), Park Bo-gum làm MC vào ngày 30/11. Đồng thời, thành viên J-hope (BTS) cũng sẽ tham dự buổi lễ. Các màn sân khấu collab sẽ được công bố sau.

## Biểu diễn

### Ngày 1 (29/11/2022)
| Tên nghệ sĩ                                   | Bài hát biểu diễn                                                                  | Chủ đề                           | Ghi chú |
| --------------------------------------------- | ---------------------------------------------------------------------------------- | -------------------------------- | ------- |
| Jeon Somi + Leejung Lee (với YGX)             | Bài hát của nghệ sĩ được đề cử do người hâm mộ toàn cầu bình chọn                  | "The New Passion"                |         |
| Nmixx                                         | "O.O" + "Dice"                                                                     | "Downside Up"                    |         |
| DKZ                                           | "Uh-Heung"                                                                         | ''The Final Destination''        |         |
| hyolyn                                        | ''Layin' Now''                                                                     | "Two Women"                      |         |
| Bibi                                          | "Bibi Vengeance"                                                                   | "Two Women"                      |         |
| Bibi + hyolyn                                 | "Youknowbetter" + "Law"                                                            | "Two Women"                      |         |
| JO1                                           | "SuperCali" (MAMA version)                                                         | ''I Am, I Wish, I Will''         |         |
| Le Sserafim                                   | "Antifragile" + "Fearless"                                                         | ''Dear You Who Wish for My Fall" | [ 5 ]   |
| Kep1er                                        | "The Girls (Can't Turn Me Down)" + "Wa Da Da"                                      | "The Girls WaDaDa to Dream"      |         |
| Forestella                                    | "Fake Love" (BTS cover) + "Save Our Lives"                                         | ''Live a Life of Love"           |         |
| Street Man Fighter + Kang Daniel              | "World Changer"                                                                    | ''Dance Makes One"               |         |
| Ive + Kep1er + Nmixx + Le Sserafim + NewJeans | "Eleven" + "Wa Da Da" + "O.O" + "Fearless" + "Hype Boy" + "Cheer Up" (Twice cover) | "LINNK the Next Generation"      |         |
| Tomorrow X Together                           | "Opening Sequence" + "Lonely Boy" + "Good Boy Gone Bad"                            | ''Goodbye Romeo''                |         |
| Kara                                          | "Lupin" + "Step" + "Mister" + "When I Move"                                        | "Kara Is Back"                   |         |
| Stray Kids                                    | ''Venom" (MAMA version) + "Maniac" (MAMA version)                                  | "Do You Want to Be Oddinary?"    | [ 6 ]   |

### Ngày 2 (30/11/2022)
| Tên nghệ sĩ                                   | Bài hát                                                                | Chủ đề biểu diễn                  | Ghi chú |
| --------------------------------------------- | ---------------------------------------------------------------------- | --------------------------------- | ------- |
| Jung Jae-il                                   | "Parasite" + "Squid Game"                                              | "The Letter from Music"           |         |
| Jung Jae-il + Tiger JK + 3Racha               | "Music Makes One"                                                      | "The Letter from Music"           |         |
| Tempest                                       | "Dragon"                                                               | "Fly High"                        |         |
| NewJeans                                      | Intro + "Hype Boy" + "Attention"                                       | "NewFriends"                      |         |
| Enhypen                                       | "Blessed-Cursed" + "Walk the Line" + "Future Perfect (Pass the Mic)"   | "Manifesto: 革命"                 |         |
| Ive                                           | "Eleven" + "Love Dive" + "After Like"                                  | "God Is Alive"                    |         |
| NiziU + INI                                   | "Yuki no Hana" (Mika Nakashima cover) + "Clap" (Seventeen cover)       | "Into the Universe"               |         |
| NiziU                                         | "Clap Clap"                                                            | "Into the Universe"               |         |
| INI                                           | "Spectra"                                                              | "Into the Universe"               |         |
| Treasure                                      | "Volkno" + "Jikjin" + "Hello"                                          | "We Don'</nowiki>t Need Way Back" |         |
| (G)I-dle + Jaurim                             | "Twenty-Five, Twenty-One" + "Tomboy + Boxing Helena" + "Beeswax Angel" | "We Never Die"                    |         |
| Jaurim                                        | "Hahaha Song"                                                          | "We Never Die"                    |         |
| (G)I-dle                                      | "My Bag"                                                               | "We Never Die"                    |         |
| Itzy                                          | "Cheshire" + "Sneakers"                                                | "Birth of a Queen"                |         |
| Lim Young-woong + Monika                      | "If We Ever Meet Again"                                                | "Good, Bye"                       |         |
| Zico + Street Man Fighter + (G)I-dle's Soyeon | "New Thing" + "Freak"                                                  | "Freakout"                        |         |
| J-Hope                                        | "More" + "Arson" + "Future"                                            | "I'm Your Hope"                   |         |

## Tiêu chuẩn đánh giá
Tất cả các bài hát được phát ra thị trường từ ngày 1 tháng 11 năm 2021 đến 21 tháng 10 năm 2022 sẽ được đề cử.
Ngày 9 tháng 11 năm 2022, Mnet thông báo do một số vấn đề về Twitter nên lượng vote các nghệ sĩ về mục đề cử Worldwide Icon of the Year và Worldwide Icon of the Year qua ứng dụng này sẽ bị coi như không tính.
| Hạng mục                                        | Hội đồng chuyên môn (trong nước lẫn nước ngoài) | Doanh số nhạc số | Doanh số album | Số lượng xem video trên toàn thế giới | Bình chọn trực tuyến                                    |
| ----------------------------------------------- | ----------------------------------------------- | ---------------- | -------------- | ------------------------------------- | ------------------------------------------------------- |
| Nghệ sĩ của năm                                 | 40%                                             | 30%              | 30%            | –                                     | –                                                       |
| Các giải thưởng theo nghệ sĩ                    | 40%                                             | 30%              | 30%            | –                                     | –                                                       |
| Bài hát của năm                                 | 40%                                             | 60%              | –              | –                                     | –                                                       |
| Các giải thưởng theo thể loại âm nhạc           | 40%                                             | 60%              | –              | –                                     | –                                                       |
| Album của năm                                   | 40%                                             | –                | 60%            | –                                     | –                                                       |
| Video xuất sắc nhất                             | 70%                                             | –                | –              | 30%                                   | –                                                       |
| Biểu tượng toàn cầu của năm                     | –                                               | –                | –              | 10%                                   | - 50% (Mnet Plus) - 30% (Spotify votes) - 10% (Twitter) |
| Top 10 do sự lựa chọn của người hâm mộ toàn cầu | –                                               | –                | –              | 10%                                   | - 50% (Mnet Plus) - 30% (Spotify votes) - 10% (Twitter) |

## Chiến thắng

### Các hạng mục chính
| Nghệ sĩ của năm do Yogibo tài trợ (Daesang) | Bài hát của năm do Yogibo tài trợ (Daesang) |
| --- | --- |
| - BTS - (G)I-dle - Blackpink - Ive - Stray Kids | - Ive – "Love Dive" - (G)I-dle – "Tomboy" - Blackpink – "Pink Venom" - BTS – "Yet to Come (The Most Beautiful Moment)" - NewJeans – "Attention"                              |
| Album của năm do Yogibo tài trợ (Daesang) | Biểu tượng toàn cầu của năm do Yogibo tài trợ (Daesang) |
| - BTS – Proof - Blackpink – Born Pink - NCT Dream – Glitch Mode - Seventeen – Face the Sun - Stray Kids – Maxident | - BTS - Blackpink - Enhypen - Got7 - NCT Dream - Psy - Seventeen - Stray Kids - Tomorrow X Together - Treasure                                                               |
| Nhóm nhạc nam xuất sắc nhất | Nhóm nhạc nữ xuất sắc nhất |
| - BTS - Enhypen - NCT Dream - Seventeen - Stray Kids - Tomorrow X Together | - Blackpink - (G)I-dle - Aespa - Itzy - Red Velvet - Twice |
| Nam nghệ sĩ xuất sắc nhất | Nữ nghệ sĩ xuất sắc nhất |
| - Lim Young-woong - J-Hope - Kang Daniel - Psy - Zico | - Nayeon - IU - Miyeon - Seulgi - Taeyeon |
| Trình diễn vũ đạo xuất sắc nhất – Nhóm nhạc nam | Trình diễn vũ đạo xuất sắc nhất – Nhóm nhạc nữ |
| - Seventeen – "Hot" - NCT 127 – "2 Baddies" - NCT Dream – "Glitch Mode" - Stray Kids – "Maniac" - Tomorrow X Together – "Good Boy Gone Bad" - Treasure – "Jikjin" | - Ive – "Love Dive" - (G)I-dle – "Tomboy" - Blackpink – "Pink Venom" - Le Sserafim – "Fearless" - NewJeans – "Attention" - Red Velvet – "Feel My Rhythm"                     |
| Trình diễn vũ đạo xuất sắc nhất – Solo | Trình diễn giọng hát xuất sắc nhất – Solo |
| - Psy – "That That" (featuring Suga) - Jessi – "Zoom" - Nayeon – "Pop!" - Sunmi – "Heart Burn" - Choi Ye-na – "Smiley" (featuring Bibi) | - Taeyeon – "INVU" - IU – "Drama" - Kim Min-seok – "Drunken Confession" - Lee Mu-jin – "When It Snows" (featuring Heize) - Lim Young-woong – "Our Blues, Our Life"           |
| Trình diễn giọng hát xuất sắc nhất – Nhóm nhạc | Hợp tác xuất sắc nhất |
| - Big Bang – "Still Life" - BTS – "Yet to Come (The Most Beautiful Moment)" - Davichi – "Fanfare" - Enhypen – "Polaroid Love" - Winner – "I Love U" | - Psy và Suga – "That That" - 10cm và Big Naughty – "Just 10 Centimeters" - Crush và J-Hope – "Rush Hour" - Loco và Hwasa – "Somebody!" - Woo Won-jae và Meenoi – "Ghosting" |
| Nam nghệ sĩ mới xuất sắc nhất | Nữ nghệ sĩ mới xuất sắc nhất |
| - Xdinary Heroes - ATBO - Tempest - TNX - Younite | - Ive - Kep1er - Le Sserafim - NewJeans - Nmixx - Choi Ye-na |
| Nhạc phim xuất sắc nhất | Âm nhạc HipHop & Urban xuất sắc nhất |
| - MeloMance – "Love, Maybe" (Hẹn hò chốn công sở) - 10cm – "Drawer" (Mùa hè yêu dấu của chúng ta) - Jimin và Ha Sung-woon – "With You" (Blues nơi đảo xanh) - V – "Christmas Tree" (Mùa hè yêu dấu của chúng ta) - Wonstein – "Your Existence" (Tuổi hai lăm, tuổi hai mốt) | - Jay Park – "Ganadara" (featuring IU) - Be'O – "Counting Stars" (featuring Beenzino) - Big Naughty – "Beyond Love" (featuring 10cm) - J-Hope – "More" - Zico – "Freak"      |
| Ban nhạc trình diễn xuất sắc nhất | Video âm nhạc xuất sắc nhất |
| - Xdinary Heroes – "Happy Death Day" - Jannabi – "Grippin' the Green" - Jaurim – "Stay with Me" - Lucy – "Play" - The Black Skirts – "My Little Lambs" | - Blackpink – "Pink Venom" |

### Các hạng mục được yêu thích
| Top 10 do sự lựa chọn của người hâm mộ toàn cầu | Top 10 do sự lựa chọn của người hâm mộ toàn cầu |
| --- | ----------------------------------------------- |
| - Blackpink - BTS - Enhypen - Got7 - NCT Dream - Psy - Seventeen - Stray Kids - Tomorrow X Together - Treasure Danh sách nghệ sĩ được đề cử \| - Aespa - Astro - Ateez - Big Bang - Billlie - Brave Girls - BtoB - Chungha - Crush - Dreamcatcher - Everglow - Fromis 9 - (G)I-dle - Girls' Generation - Itzy - IU - Ive - Jay Park - Jessi - Jo Yu-ri - Kai - Kang Daniel - Kard - Kep1er - Le Sserafim - Loona - Mamamoo - Monsta X - NCT 127 - NewJeans - Nmixx - Oneus - Pentagon - Red Velvet - STAYC - Sunmi - The Boyz - Twice - Winner - Yena \| |                                                 |
| Nghệ sĩ mới được yêu thích nhất | Nghệ sĩ châu Á được yêu thích nhất              |
| - Ive - Kep1er - Le Sserafim - Nmixx | - JO1                                           |
| Nhóm nhạc nữ được yêu thích nhất |                                                 |
| - (G)I-dle |                                                 |
| - Aespa - Astro - Ateez - Big Bang - Billlie - Brave Girls - BtoB - Chungha - Crush - Dreamcatcher - Everglow - Fromis 9 - (G)I-dle - Girls' Generation - Itzy - IU - Ive - Jay Park - Jessi - Jo Yu-ri - Kai - Kang Daniel - Kard - Kep1er - Le Sserafim - Loona - Mamamoo - Monsta X - NCT 127 - NewJeans - Nmixx - Oneus - Pentagon - Red Velvet - STAYC - Sunmi - The Boyz - Twice - Winner - Yena |                                                 |

### Các hạng mục đặc biệt
| Hạng mục                                     | Nghệ sĩ chiến thắng |
| -------------------------------------------- | ------------------- |
| Yogibo Nghệ sĩ Chill nhất                    | Stray Kids          |
| Bibigo Nghệ sĩ Văn hóa và Phong cách         | J-hope              |
| Nghệ sĩ về thành tựu truyền cảm hứng         | Jaurim              |
| Nghệ sĩ dẫn đầu về xu hướng âm nhạc toàn cầu | Zico                |
| Nghệ sĩ nam nổi tiếng nhất                   | J-hope              |
| Nhóm nhạc nam nổi tiếng nhất                 | Stray Kids          |
| Giải Bạch kim MAMA                           | BTS                 |

### Hạng mục chuyên môn
| Hạng mục             | Người chiến thắng | Làm việc cho |
| -------------------- | ----------------- | ------------ |
| Nhà sản xuất bức phá | Min Hae-jin       | Newjeans     |

## Phát sóng
| Quốc gia    | Kênh                                                      | Kênh                                                      |
| ----------- | --------------------------------------------------------- | --------------------------------------------------------- |
| Toàn cầu    | YouTube (Mnet K-Pop, Mnet TV, M2 and KCON Official)       | YouTube (Mnet K-Pop, Mnet TV, M2 and KCON Official)       |
| Hàn Quốc    | Mnet, tvN Show (chỉ công bố các giải thưởng), TVING       | Mnet, tvN Show (chỉ công bố các giải thưởng), TVING       |
| Nhật Bản    | Mnet Japan, Mnet Smart+, au Smart Pass                    | Mnet Japan, Mnet Smart+, au Smart Pass                    |
| Singapore   | Channel U (điểm lại trực tiếp), MeWATCH                   | tvN Asia                                                  |
| Đài Loan    | FET Friday Video, FET Mobile Circle app (Far EasTone)     | tvN Asia                                                  |
| Malaysia    | TonTon (chỉ công bố các giải thưởng)                      | tvN Asia                                                  |
| Việt Nam    | FPT Play                                                  | FPT Play                                                  |
| Philippines | tvN Asia (thông qua Smart GigaPlay & Cignal (PLDT Group)) | tvN Asia (thông qua Smart GigaPlay & Cignal (PLDT Group)) |
| Hồng Kông   | tvN Asia                                                  | tvN Asia                                                  |
| Indonesia   | tvN Asia                                                  | tvN Asia                                                  |
| Thái Lan    | tvN Asia                                                  | tvN Asia                                                  |
| Myanmar     | tvN Asia                                                  | tvN Asia                                                  |
| Maldives    | tvN Asia                                                  | tvN Asia                                                  |
| Ma Cao      | tvN Asia                                                  | tvN Asia                                                  |
| Sri Lanka   | tvN Asia                                                  | tvN Asia                                                  |